# 1981年密西西比州第国会选区特别选举
1981年密西西比州第国会选区特别选举的第一轮初选于6月23日举行，而第二轮选举则于两周后的7月6日举行，旨在填补密西西比州第四國會選區的空缺。在此之前，该选区共和党籍议员乔恩·欣森因鸡奸罪被捕，被迫辞去了联邦众议员职位。在决选中，民主党人韦恩·道迪以912票的微弱优势击败了共和党候选人莱尔斯·威廉斯，顺利赢得了这一席位。
根据密西西比州法律规定，该州州长有义务下令举行特别选举以填补国会议员席位的空位，而选举则需在州长命令下达后的40至60日内举行。此次选举采用的是两轮选举制，即所有候选人不分党派皆参加第一轮选举，若无候选人获得绝对多数票，那么则需要得票率最高的前两位候选人参与第二轮决选。
欣森辞职后，莱尔斯·威廉斯赢得了共和党提名。虽然威廉斯在第一轮选举中得票率位列第一，但并未达到绝对多数，因此他不得不和民主党候选人道迪进行第二轮选举。韦恩·道迪反对里根的减税政策，并指出这样做会削减社会保障和教育支出。此外，道迪还公开支持更新1965年的《选举法案》。
在第二轮选举中，道迪赢得了农村白人与非裔选民的支持，最终以912票的优势击败了威廉斯。他对《选举法案》的支持使其赢得了非裔选民的选票，成为了他获得最终胜利的关键因素。